# Giuseppe Acerbi
Giuseppe Acerbi (3 de maig de 1773, Castel Goffredo, Màntua - 25 d'agost d'1846, ibíd.) va ser un explorador, naturalista, arqueòleg, diplomàtic i un propietari de terres italià.

## Biografia
És educat pels seus pares, i després per un tutor, i es diplomà en dret l'any 1794, a la Universitat de Pàdua. Coneixedor de les més importants llengües europees, estava políticament prop dels jacobins.
Va realitzar un gran viatge al nord d'Europa l'any 1798, va visitar Suècia, Finlàndia, Lapònia i el cap Nord, amb Bernardo Bellotti, fill d'un banquer de Brescia. A Suècia incorporen a l'expedició a un meteoròleg, un metge, un entomòleg i un botànic. El seu informe del viatge es publica en anglès en dos volums amb el títol de Travels through Sweden, Finland and Lappland to the North Capi, in the years 1798-1799; i és traduït a l'alemany i al francès. Allí apareixen les seves observacions dels pobles autòctons, de la seva cultura i la seva moral. Va ser el primer a descriure la sauna finlandesa i d'utilitzar-la, i de transcriure poesies del nord de Finlàndia, encara molt conegudes en aquest país : Jos mun tuttuni tulisi (Si el meu ben estimat vingués), Ia ninna nanna Nuku, nuku nurmilintu (Dors, dors, petit ocell), i el poema de Antti Keksi sobre la inundació del riu Tornio l'any 1677, esdevinguda en cant religiós. També registra la melodia de la cançó  Älä sure Suomen kansa (No tinguis por, poble de Finlàndia), així com les melodies del Kalevala. Era més conegut a Finlàndia que al seu país natal.
Es fa cèlebre per aquestes obres, i se'l convida als salons aristocràtics, coneixent molts personatges importants, com Goethe, Madame de Staël, Malthus i Klopstock. Resulta part d'una delegació de la República Cisalpina, trobant-se amb Napoleó Bonaparte a París.
En el seu llibre critica fortament al govern suec, la qual cosa genera una protesta contra ell ; el govern francès sostenia als suecs, i Acerbi és arrestat a París i les seves revistes confiscades. Aquest incident li porta com a conseqüència acabar amb la seva carrera diplomàtica; retorna a Castel Goffredo, on es dedica com plantador de vinyes, i a escriure la seva obra Delle viti italiane (De les vinyes italianes).
És possiblement el rancor per la humiliació pública a París pel que canvia d'idees polítiques; en 1814 està present al Congrés de Viena i és nomenat cònsol general d'Àustria a Lisboa per Metternich. Però no veurà mai, la capital portuguesa perquè es decideix a romandre a Milà per dirigir la revista La Biblioteca italiana que apareix a partir de 1816, finançada pel govern austríac.
Al setembre del 1825 cessa la revista perquè és nomenat cònsol d'Àustria a Alexandria, a Egipte ; Robustiano Gironi i Francesco Carlini el reemplacen. Visita aquest país així com la Núbia i recol·lecta nombroses antiguitats totes en companyia de la cèlebre expedició de l'egiptòleg francès Jean-François Champollion.
Comença a patir dels seus ulls, i retorna a Itàlia l'any 1834, sent conseller del govern d'Àustria a Venècia. L'any 1836 es retira definitivament a Castel Goffredo. En l'últim decenni de la seva vida administra els seus béns, treballa amb cucs de seda i escriu les cròniques dels seus viatges a Egipte, que no finalitza abans de la seva mort l'any 1846.

## Honors

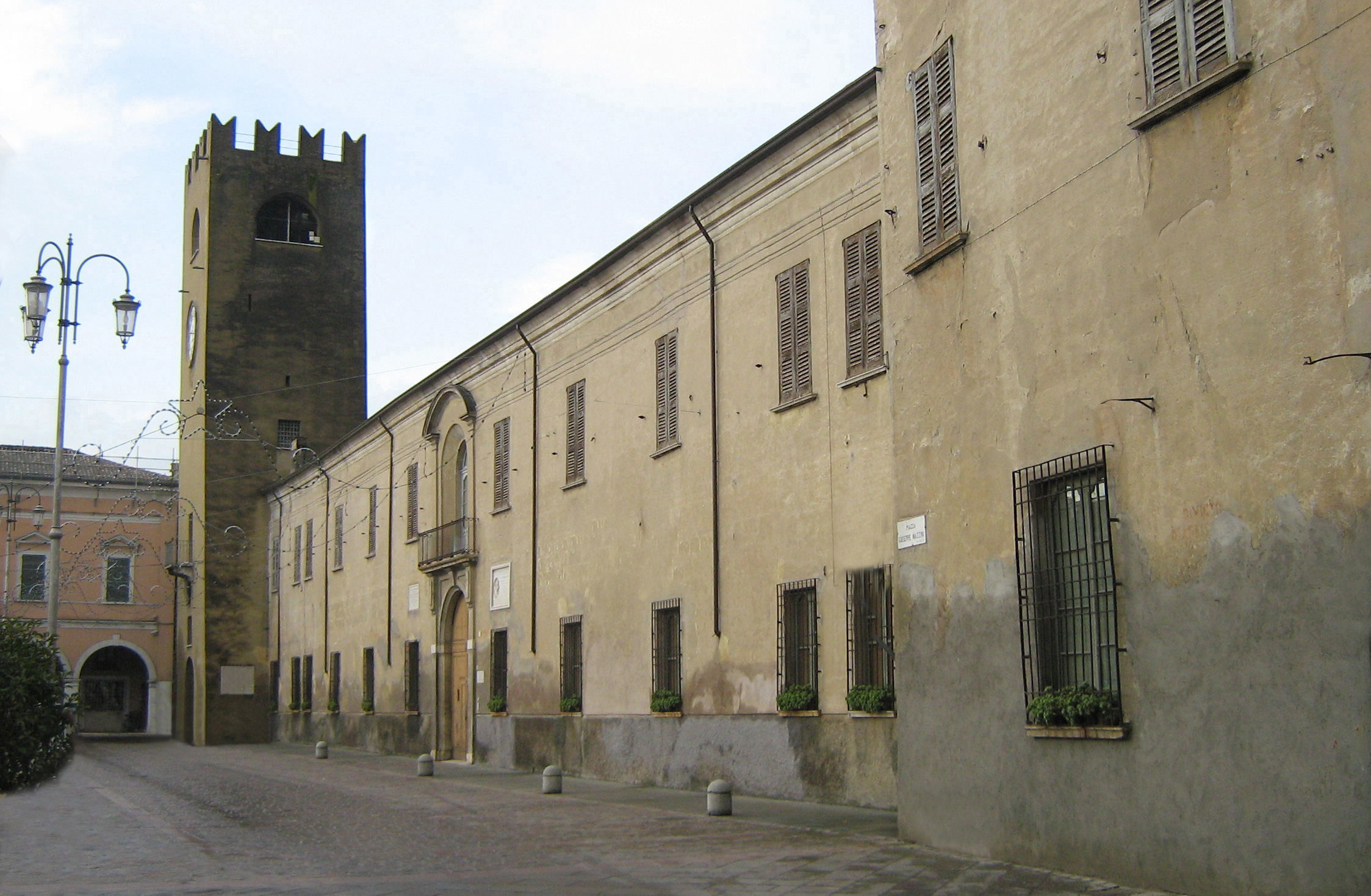
Castel Goffredo, Palau Gonzaga-Acerbi

El Premi Acerbi, un premi literari internacional, va ser anomenat així en el seu honor. És atorgat per la comuna de Castel Goffredo cada any.

### Eponímia
- (Lamiaceae) Volkameria acerbiana Vis.[1]

- (Scrophulariaceae) Kickxia acerbiana (Boiss.) Täckh. & Boulos[2]

- (Scrophulariaceae) Linaria acerbiana Boiss.[3]

## Algunes publicacions
- Travels through Sweden, Finland and Lapland, to the North Cape in the years 1798 and 1799, Londres, 1802
- Delle viti italiane o sia materiali per servire alla classificazione, Milán, 1825
- Studi e lavori fatti in Egitto intorno la spiegazione de' geroglifi da' viaggiatori e principalmente dalla Commissione franco- toscana sotto la direzione del celebre M. Champollion minore. In: , scienze ed arti. Tomo LVI. Milán 1829
- Descrizione della Nubia e dell'Egitto monumentale secondo le scoperte del sig. Vhampollion. In: In: Bibliotheca italiana (wie vor), Tomo LIX, Milán 1830
- Viaggio al Capo Nord fatto l'anno 1799, compendiato e per la prima volta pubblicato in Italia da Giuseppe Belloni antico militare italiano, Milán, 1832
- Viaggio a Roma e a Napoli, 1834
- Materiali per servire ai progressi della geografia dell'Africa centrale. 1840
- Il Giornale di Vienna di Giuseppe Acerbi: settembre-dicembre 1814, Milán, 1972

Va compondre moltes peces de música : tres quartets per a clarinet, tres terzetti italians per a cant i piano, tres duos per a flauta i un quintet per a clarinet.